# Bruno Alicarte
Bruno Alicarte est un footballeur français né le 18 janvier 1972 à Perpignan dans le département des Pyrénées-Orientales. Il joue au poste de défenseur latéral de la fin des années 1980 au milieu des années 2000.
Formé au Montpellier HSC, il joue ensuite notamment au SC Bastia et au Neuchâtel Xamax. Son frère cadet, Hervé Alicarte, est lui aussi footballeur professionnel.

## Biographie
Bruno Alicarte découvre le football au FC Canet 66 puis rejoint le centre de formation du Montpellier HSC à l'été 1989, sous contrat aspirant. Il fait ses débuts en équipe première à 18 ans à la 38e et dernière journée de la saison 1989-1990, dans un match opposant le MHSC à l'AS Cannes. Il entre en jeu à la 85e minute en remplacement de Vincent Guérin et les deux équipes se séparent sur un match nul un but partout. Peu utilisé les saisons suivantes, il doit attendre le championnat 1993-1994 pour voir son temps de jeu augmenté. Il dispute en fin de saison la finale de la Coupe de France face à l'AJ Auxerre. Il entre en jeu à la 57e minute de jeu à la place de Bertrand Reuzeau dans un match qui voit les Montpelliérains s'incliner sur le score de trois buts à zéro. La blessure de Serge Blanc lui permet l'année suivante de devenir titulaire au sein de la défense montpelliéraine et il dispute 27 rencontres de championnat.
En 1995, il est prêté au SC Bastia puis, la saison suivante, rejoint le Deportivo Alavés, club de Division 2 espagnole. Il ne reste qu'une saison dans ce club et, rejoint en 1997 le Neuchâtel Xamax, entraîné par Gilbert Gress qui avait déjà tenté de le recruter en janvier 1995. Il dispute avec ce club la coupe UEFA mais perd, la seconde saison, sa place de titulaire. Sans club, il retourne alors au Montpellier HSC où il joue en réserve pendant une saison.
En 2001, il s'engage à l'Associação Naval 1º de Maio en seconde division portugaise puis après une nouvelle année sans club termine sa carrière professionnelle en 2003-2004 au Stade lavallois en Ligue 2.

## Palmarès
- Finaliste de la Coupe de France en 1994 avec Montpellier HSC

## Statistiques
Le tableau ci-dessous résume les statistiques en match officiel de Bruno Alicarte durant sa carrière de joueur professionnel,,,,.
| Saison      | Club             | Pays      | Championnat      | Championnat | Championnat | Coupes nationales | Coupes nationales | Coupe d'Europe | Coupe d'Europe | Coupe d'Europe |
| Saison      | Club             | Pays      | Division         | Matchs      | Buts        | Matchs            | Buts              | Type           | Matchs         | Buts           |
| ----------- | ---------------- | --------- | ---------------- | ----------- | ----------- | ----------------- | ----------------- | -------------- | -------------- | -------------- |
| 1989 - 1990 | Montpellier HSC  | France    | Division 1       | 1           | 0           | -                 | -                 | -              | -              | -              |
| 1990 - 1991 | Montpellier HSC  | France    | Division 1       | -           | -           | -                 | -                 | -              | -              | -              |
| 1991 - 1992 | Montpellier HSC  | France    | Division 1       | 2           | 0           | 1                 | 0                 | -              | -              | -              |
| 1992 - 1993 | Montpellier HSC  | France    | Division 1       | 4           | 0           | -                 | -                 | -              | -              | -              |
| 1993 - 1994 | Montpellier HSC  | France    | Division 1       | 15          | 0           | 4                 | 0                 | -              | -              | -              |
| 1994 - 1995 | Montpellier HSC  | France    | Division 1       | 27          | 0           | 2                 | 0                 | -              | -              | -              |
| 1995 - 1996 | SC Bastia        | France    | Division 1       | 20          | 0           | -                 | -                 | -              | -              | -              |
| 1996 - 1997 | Deportivo Alavés | Espagne   | Segunda division | 9           | 0           | -                 | -                 | -              | -              | -              |
| 1997 - 1998 | Neuchâtel Xamax  | Suisse    | LNA              | 24          | 1           | 1                 | 0                 | C3             | 6              | 0              |
| 1998 - 1999 | Neuchâtel Xamax  | Suisse    | LNA              | 15          | 0           | 1                 | 0                 | -              | -              | -              |
| 1999 - 2000 | Montpellier HSC  | France    | Division 1       | -           | -           | -                 | -                 | -              | -              | -              |
| 2000 - 2001 | sans club        | sans club | sans club        | sans club   | sans club   | sans club         | sans club         | sans club      | sans club      | sans club      |
| 2001 - 2002 | Naval 1º de Maio | Portugal  | Liga de Honra    | 18          | 0           | 2                 | 0                 | -              | -              | -              |
| 2002 - 2003 | sans club        | sans club | sans club        | sans club   | sans club   | sans club         | sans club         | sans club      | sans club      | sans club      |
| 2003 - 2004 | Stade lavallois  | France    | Ligue 2          | 10          | 0           | 1                 | 0                 | -              | -              | -              |
| Total       | Total            | Total     | Total            | 135         | 1           | 9                 | 0                 | -              | 6              | 0              |